# Fédération Autonome des Syndicats du Ministère de l'Intérieur-UNSA
 (mai 2017).
La Fédération Autonome des Syndicats du Ministère de l'Intérieur-UNSA est une fédération regroupant les corps de la Police nationale et plus largement du ministère de l'Intérieur (ainsi que du ministère des Outre-Mer).

## Historique
Elle a été précédée par la FASP (Fédération Autonome des Syndicats de Police).

## Syndicats
Dès sa création, la FASMI-UNSA regroupe 7 syndicats :
- l'UNSA Police ;
- le SCPN-UNSA ;
- le SNPPS ;
- l'UNSA Intérieur ATS ;
- l'UNSA-Gendarmerie & SMA ;
- le Syndicat Autonome National des Experts de l’éducation Routière (UNSA-SANEER) ;
- l'UNSA Intérieur CNAPS (Activités Privées de Sécurité).

En octobre 2014, deux autres syndicat rejoignent la FASMI-UNSA : le Syndicat des Psychologues de la Police Nationale (SPPN-UNSA) représentant 100 % des voix de ce corps et l'UNSA Officiers créé à la suite du changement d'affiliation du SCSI. 

## Secrétaire général
Lors de son congrès de novembre 2013 de transformation de la Fédération Autonome Intérieur UNSA (FAI-UNSA) en Fédération Autonome des Syndicats du Ministère de l'Intérieur et du Ministère des Outre-Mer (FASMI-UNSA), Philippe Capon est élu 1er secrétaire général de la FASMI-UNSA.